# 서울잠신초등학교
서울잠신초등학교(서울蠶新初等學校)는 대한민국 서울특별시 송파구에 있는 공립 초등학교이다.

## 학교 연혁
- 1981년 8월 5일: 서울잠신국민학교로 개교
- 1996년 3월 2일: 서울잠신초등학교로 교명 개칭
- 2004년 3월 1일: 잠실주공아파트 재건축으로 인해 휴교
- 2008년 9월 1일: 재개교

## 참고 자료
- 서울잠신초등학교 - 한국교육학술정보원 학교알리미